# Ophelimus sabella
Ophelimus sabella är en stekelart som först beskrevs av Walker 1839.  Ophelimus sabella ingår i släktet Ophelimus och familjen finglanssteklar. Inga underarter finns listade i Catalogue of Life.